# Cercophaninae
Sous-famille
Les Cercophaninae sont une sous-famille de lépidoptères (papillons) de la famille des Saturniidae.

## Taxonomie
Ce taxon a été décrit par l'entomologiste allemand Heinrich Ernst Karl Jordan en 1924, en tant que famille, appelée Cercophanidae.
Il a par la suite été rétrogradé au rang de sous-famille, dans la famille des Saturniidae.

## Liste des genres
Selon BioLib (19 mars 2019) :
- Cercophana C. Felder, 1862
- Eudelia Philippi, 1864
- Janiodes Jordan, 1924
- Microdulia Jordan, 1924
- Neocercophana Izquierdo, 1895

### Publication originale
- (en) Heinrich Ernst Karl Jordan, « On the Saturnoidean Families Oxytenidae and Cercophanidae », Novitates Zoologicae, Londres, Walter Rothschild Zoological Museum, vol. 31,‎ 1924, p. 135-193 (ISSN 0950-7655, lire en ligne).